# Cycle d'Ulster
Le Cycle d’Ulster, aussi appelé Cycle de la Branche Rouge dans la littérature irlandaise du Moyen Âge, est un récit.

## Mythologie
La mythologie des Celtes d’Irlande nous est connue par un ensemble de quatre groupes littéraires : le Cycle mythologique, le Cycle Fenian, le Cycle historique et le Cycle d’Ulster qui est plus particulièrement consacré au royaume de ce nom. En ces époques mythiques, l’île est divisée en quatre royaumes (ou provinces – Connaught, Leinster, Munster, Ulster), plus un cinquième au centre, Meath où règne le Ard ri Érenn (roi suprême) à Tara.
Les récits de ce cycle se situent sous le règne du roi Conchobar Mac Nessa, fils du druide Cathbad et de la reine Ness, qui aurait vécu au temps du Christ (30 av. J.-C. à 35 apr. J.-C.). Sa capitale est Emain Macha. C’est lors de la guerre qu’il livre à la reine Medb et au roi Ailill du Connaught, qu’intervient la geste de Cúchulainn.
Ces textes nous décrivent la civilisation préchrétienne de l’âge du fer, déformée par le prisme de ses rédacteurs, qui étaient des clercs. Mais sous le vernis chrétien, on retrouve le substrat celtique et la confirmation des témoignages de leurs contemporains. On voit une société guerrière, sous le contrôle de la classe sacerdotale des druides et des bardes. L’héroïsme du guerrier est mis en avant : le combat singulier sur des gués ou à bord de chars se termine par la mort de l’ennemi, dont on tranche la tête pour s’en faire un trophée. Ce rituel a pour but d’exhiber sa bravoure aux dieux, car seuls les héros peuvent avoir accès au sidh.
Ce Cycle se compose d'environ quatre-vingts histoires, la principale étant le Táin Bó Cúailnge, ou Razzia des vaches de Cooley, dans laquelle la reine Medb envahit l’Ulster pour s’emparer du Brun de Cooley, un taureau qui manque à son cheptel pour être aussi riche que son époux. C’est là qu’intervient Cúchulainn.

## Personnages

### Personnages principaux
- Conchobar Mac Nessa, roi d’Ulster
- Cúchulainn, héros principal d’Ulster
- Deirdre, héroïne tragique
- Medb, reine du Connacht, épouse d'Ailill, en guerre contre Conchobar
- Ailill mac Máta, roi du Connacht
- Fergus Mac Roeg, ancien roi d’Ulster, allié de Medb
- Morrigan, déesse de la guerre et donc des guerriers morts
- Lug, le « polytechnicien », dieu solaire des Tuatha Dé Danann

### Personnages importants
- Armogen Mac Eccit, druide et guerrier
- Aithirne Ailgesach, druide despotique
- Blaí Briuga, aubergiste
- Bricriu, fauteur de trouble
- Cathbad, chef des druides de Conchobar et guerrier
- Celtchar, guerrier d’Ulster
- Cet Mac Mágach, guerrier du Connacht
- Cethern Mac Fintan, guerrier d’Ulster
- Conall Cernach, héros d’Ulster
- Conla, fils de Cuchulain
- Cormac Cond Longas, noble d’Ulster en exil avec Fergus
- Cú Roí, roi-magicien du Munster
- Culann, forgeron de Conchobar
- Deichtire, sœur de Conchobar et mère de Cuchulain
- Dubthach Dóel Ulad, noble d’Ulster en exil
- Emer, femme de Cuchulain
- Fráech Mac Idath, héros du Connacht
- Lóegaire Búadach, héros malchanceux
- Lugaid Mac Con Roí, fils de Cú Roí
- Macha
- Noise, héros d’Ulster et amant de Deirdre
- Ness, mère du roi Conchobar
- Scáthach, magicienne et guerrière d’Écosse, initiatrice de Cuchulain

### Personnages secondaires
- Achall
- Áed Ruad
- Bélchú
- Cairbre Cuanach
- Cairbre Nia Fer
- Condere Mac Echach
- Crunnchú
- Cúscraid le Vert
- Fedelm Noíchrothach
- Fedlimid Mac Daill
- Fergus Mac Leti
- Fiachu Mac Fir Febhe
- Follomain Mac Conchobair
- Friuch
- Furbaide Ferbend
- Garb Mac Stairn
- Goll Mac Carbada
- Lugaid Reo nDerg
- Maine
- Mugain
- Sencha Mac Ailella
- Uathach

## Récits mythologiques
Liste de contes relevant du cycle d'Ulster, non exhaustive, selon des genres littéraires (bataille cath, demande en mariage tochmarc, enlèvement de bétail táin bó, mort violente aided, conception compert...)
conception, naissance (compert)
- Compert Con Culainn (La conception de Con Culainn). Trad. de la version Feis Tighe Becfholtaig (Le festin de la maison à la petite richesse) : Guyonvarc'h, "La conception de Cuchulainn", in Ogam, XVII (1965), p. 363-380.
- Compert Conchobuir (La conception de Conchobar). Trad. du manuscrit D.4.2 de la Royal Irish Academy : Guyonvarc'h, "La conception de Conchobar", in Ogam, XII (1960), p. 235-240. Trad. de la version Scéla Conchobuir : Guyonvarc'h, "La naissance de Conchobar", in Ogam, XI, p. 50-65.

morts violentes (aided) et courtises (tochmarc)
- Aided Conrói maic Dáiri (La mort violente de Curói mac Dáire), trad. Erik Stohellou, "La Mort de Curoi Mac Dari. Adaigh ConRoi. Egerton 88. Version I" ; "La Mort tragique de Curoi Mac Dari. Aided Conroi Maic Dairi. Yellow Book of Lecan. Version II"
- Aithed Emere (le Tuir nGlesta) (L'enlèvement d'Émer)
- Aislinge Óenguso (Le rêve d'Óengus), trad. Guyonvarc'h, "Le Rêve d'Oengus", in Ogam, XVIII (1966), p. 117-121, et Textes mythologiques irlandais, p. 320-340.
- Longes mac n-Uislenn (L'exil des fils d'Uisliu), trad. G. Dottin, "L'exil des fils d'Usnech. Longes mac n-Uislenn. Version I"
- Oided mac n-Uisneg ou Oidhe Chloinne Uisneach
- Tochmarc Emire (La courtise d'Émer), trad. Guyonvarc'h, "La courtise d'Émer", in Ogam, XI, p. 413-423. Trad. H. d'Arbois de Jubainville, "Comment le héros Cûchulainn fit sa cour à Emer. Tochmarc Emire. Rawlinson B 512"
- Tochmarc Étaíne (La courtise d'Étain) (dans le Yellow Book of Lecan), trad. Guyonvarc'h, Textes mythologiques irlandais, p. 347-413.
- Tochmarc Ferbe (La courtise de Ferb) ou Fís Conchobair, trad. Erik Stohellou, "La Courtise de Ferb. Tochmarc Feirbe. Egerton 1782", 2011
- Tochmarc Luaine 7 aided Arthirne (La courtise de Luaine et la mort violente d'Athirne) (2e moitié du XIIe s.)
- Tochmarc Treblainne (La courtise de Treblanne), trad. Erik Stohellou, "La Courtise de Treblann. Tochmarc Treblainne. Book of Fermoy", 2011.

festin (fled)
- Da Gábail int sída
- Echtra Neraí (L'aventure de Nera), trad. Erik Stohellou, Les aventures de Nera. Echtra Nerai. Egerton 1782, 2009
- Scéla mucce maic Dathó (L'histoire des porcs de Mac Datho), trad. Dottin, in L'épopée irlandaise (1926), "L'histoire du cochon de Mac Dathô. Scéla mucce meic Dá Thó"
- Mesca Ulad (L'ivresse des Ulates), trad. Guyonvarc'h, "L'ivresse des Ulates", in Celticum, II (1961), 38 p.
- Fled Bricrenn (Le festin de Bricriu), trad. H. d'Arbois de Jubainville et (pour la fin du texte) Erik Stohellou "Le Festin de Bricriu. Fled Bricrend".
- Fled Bricrenn 7 Longes mac n-Duil Dermait
- Bruiden da Chocae (La résidence de Da Choca), trad. Erik Stohellou, 2009, "L'Auberge de Da Choca. Bruidean Da-Chocae. Mss. H 3.18 et H.1.17."
- Togail Bruidne Dá Derga (La destruction de la résidence de Da Derga)
- De Shíl Chonairi Móir (Sur les descendants de Conaire Mór)
- De Maccaib Conaire (Sur les fils de Conaire [Mór])

batailles(Cath)
- Cath Airtig (La bataille d'Airtech), trad. an. R. I. Best, in Ériu, VIII, p. 170.
- Cath Aenaig Macha (La bataille de l'Assemblée de Macha), trad. Erik Stohellou, "La Bataille de l'Assemblée de Macha. Cath Aenaig Macha. Cóir Anmann § 245"
- Cath Cumair (La bataille de Cumar, ou Cath Atha Comair)
- Cath Findchorad (La bataille de Findchorad)
- Cath Leitrich Ruide (La bataille de Leititr Ruide)
- Cath Ruis na Ríg (La bataille de Rosnaree), trad. an. E. Hogan, Cath Ruis na Rig for Boinn (1892).
- Cogadh Fheargusa agus Chonchobhair (La bataille de Fergus mac Róich et Conchobor)
- Forfess fer Falchae (Veille contre les hommes de Falgae)
- Comracc Con Chulainn re Senbecc (Le combat de Cú Chulainn avec Senbecc), trad. Erik Stohellou, "Le Combat de Cuchulainn avec Senbece, petit-fils de Ebrecc, de Segais. Comracc Conchulaind re Senbecc hua n-Ebrice a Segais in so. Stowe 992 on fo. 50 b. Version A".
- Cathcharpat Serda

enlèvement de bétail (Táin Bó)
- Táin Bó Cúailnge (XIe s.), trad. Christian-Joseph Guyonvarc'h, La Razzia des vaches de Cooley, Gallimard, 1994, 326 p.
- De Faillsigud Tána Bó Cuailnge (Sur la redécouverte de la razzia des vaches de Cooley), trad. Erik Stohellou, "La Révélation de la Razzia des Vaches de Cooley. Do fallsigud Tána bó Cualnge", 2011
- Táin Bó Dartada (La razzia des vaches de Dartaid), trad. an. A. H. Leahy, Heroic Romances of Ireland (1906), t. II, p. 69 sq.
- Táin Bó Flidhais I (La razzia des vaches de Flidais I), trad. an. A. H. Leahy, Heroic Romances of Ireland (1906), t. II, p. 101 sq.
- Táin Bó Flidhais II ou "Continuation du Longas Mac n-Uislenn
- Tain Bó Fraích (La razzia des vaches de Fróech), trad. Dottin (1926)
- Tain Bó Regamain (La razzia des vaches de Regamon), trad. H. d'Arbois de Jubainville, "Enlèvement des vaches de Regamain. Tain bô Regamna"
- Tain Bó Regamna (La razzia des vaches de Regamain), trad. an. A. H. Leahy, Heroic Romances of Ireland (1906), t. II, p. 127 sq. Trad. H. d'Arbois de Jubainville, Les druides et les dieux celtiques à forme humaine (1906), p. 164

histoires préliminaires (remscéla) des Táin Bó Cúailnge
- Ces Noínden ou Ces Ulad (Neuvaine des Ulades), trad. de la version I Erik Stohellou, "Neuvaine des Ulates. Noinden Ulad. Book of Leinster. Version I", 2010, trad. de la version II
- De Chophur in Dá Mucado (La conception des deux porchers), trad. H. d'Arbois de Jubainville, in Les druides et les dieux celtiques à forme d'animaux (1906), "Génération des Deux Porchers. De Chopur in da muccida. Egerton 1782".
- Táin Bó Cúailnge.

morts violentes (Aided)
- Aided Áenfir Aífe (La mort violente du fils unique d'Aífe), trad. Guyonvarc'h, "La mort violente du fils unique d'Aife", in Ogam, IX (1957), p. 115-121.
- Aided Chonchobuir (La mort violente de Conchobor). Version A : trad. H. d'Arbois de Jubainville, Cours de littérature celtique, vol. V, p. 368 sq. "Le Meurtre de Conchobar. Aided Chonchobair. Livre de Leinster. Version A". Version B : trad. Erk Stohellou, "La Mort de Conchobar. Aided Chonchobuir. Ms. 23 n. 10 (R.IA.A.). Version B".
- Aided Con Culainn (La mort violente de Cú Chulainn). Trad. de la version ancienne (Brislech Mór Maige Muirthemne, "La grande ruine de la plaine de Mirthemme", dans le Book of Leinster) H. d'Arbois de Jubainville, "La Mort de Cuchulainn. Aided Con Culainn. Brislech Mór Maige Murthemne 7 Derg-Ruathar Conaill Chernaig. Livre de Leinster. Version A".
- Aided Ceit maic Mágach (La mort violente de Cét mac Mágach)
- Aided Cheltchair mac Uthechair (La mort violente de Celtchar mac Uthechair), trad. Guyonvarc'h, in Ogam, X (1958), p. 371 sq. Trad. Erik Stohellou, "La Mort de Celtchar Mac Uthechair. Aided Cheltchair maic Uithechair", 2010.
- Aided Derbforgaill (La mort violente de Derbforgaill)
- Aided Fergusa maic Roig (La mort violente de Fergus mac Róig), trad. Erik Stohellou, "La mort de Fergus Mac Roig. Aided Fergusa maic Roig.", 2006.
- Aided Guill meic Garbada ocus Aided Gairb Glinne Ríge (Les morts violentes de Guill Mac Carbada et Gairb Glinne Rige)
- Aided Laegairi Buadaig (La mort violente de Loegaire Buadach), trad. Guyonvarc'h, "La mort violente de Loegaire le victorieux", in Ogam, XI (1959), p. 423. Trad. Erik Stohellou, "La Mort Tragique de Loégaire Buadach. Aided Loegairi Buadaig. Edinburgh ms. Version A", 2009.
- Aided Meidbe (La mort violente de Medb), trad. Erik Stohellou, 2010, "La Mort de Medb. Aided Medba Cruachan. Edinburgh XL"
- Cuchulinn 7 Conlaech (Cú Chulainn et Conla)*Goire Conaill Chernaig 7 Aided Aillela 7 Conall Chernaig (L'amour de Conall Cernach et les morts violentes d'Ailill et Conall Cernach)
- Ferchuitred Medba (Les hommes de Medb) ou Cath Boinne (La bataille de La Boyne)
- Imthechta Tuaithe Luachra 7 Aided Fergusa (La geste des gens de Luchra et la mort violente de Fergus mac Léti)

mélanges
- Verba Scathaige (Les mots de Scáthach)
- Scéla Conchobair maic Nessa (L'histoire de Conchobor mac Nessa), trad. H. d'Arbois de Jubainville, 1892, "Naissance de Conchobar. Scéla Conchobuir mac Nessa. Book of Leinster and Book of Ballymote. Version A"
- Siaburcharpat Con Culaind (Le fantôme du char de Cú Chulainn)
- Foglaim Con Culainn (L'apprentissage de Cú Chulainn)
- Serglige Con Culainn inso sis 7 oenet Emire (La maladie de Cú Chulainn et l'unique jalousie d'Emer), trad. Guyonvarc'h, "La maladie de Cuchulainn", in Ogam, X (1958), p. 285-310. Trad. Dottin, "La maladie de Cûchulainn et la grande jalousie d'Emer. Serglige Con Culainn ocus Oenét Emire. Lebor na h-Uidre"
- Immacaldam in dá thuarad (Le dialogue des deux sages), trad. Erik Stohellou, "Le Dialogue des Deux Sages. Immacallam in da thuarad", 1998
- Talland Étair (Le siège de Howth)
- Cath Étair (La bataille de Howth), trad. an. W. Stokes, in Revue celtique, VIII, p. 47.
- Tromdámh Guaire (La lourde Compagnie de Guaire) ou Imthecht na Tromdáime
- Lánellach Tigi Rích 7 Ruirech. Trad. an. : The Full Complement of the House of a King and an Overlord
- Fochonn Loingse Fergusa meic Róig (La raison de l'exil de Fergus mac Róig)
- Nede 7 Caier (Néde mac Adnai et Caier)
- Echtra Fergusa maic Léti (Les aventures de Fergus mac Léti)

## Romans modernes inspirés par le Cycle d'Ulster
- A Shadow of Gulls (titre français : Les Corbeaux d'Érin), Patricia Finney, 1977

### Anthologies
- Randy Lee Eickhoff, The Red Branch Tales, Forge, 2003, 400 p.
- Georges Dottin, L'Épopée irlandaise (1926), Genève, L'Arbre d'or, 2008.
- Léo Scaravella, Dieux, héros, rois et saints. Mythes, sagas et littérature épique de l'Irlande ancienne, Livre 2: Les exploits des héros, Publishroom Factory, 2024, 578 p.  (ISBN 978-2386251641)
- Erik Stohellou, Tech screpta

### Études
- Pierre-Yves Lambert, Les Littératures celtiques, PUF, coll. "Que sais-je ?", 1981.
- Jacqueline Genet, Claude Fierobe, La Littérature irlandaise, L'Harmattan, 2004.
- Marie-Line Balzamont, La Geste de Cuchulainn, L'Harmattan, 2006.
- Roger Chauviré, Le Cycle de la Branche rouge, Rennes, Terre de brume, 1995.